# 長壽桓侯宮
長壽桓侯宮位於重慶市長壽區鳳城街道白塔村，文物遺址年代為明代、清代，2009年12月15日列為第二批重慶市文物保護單位。